# Côte-au-vent
Pour les articles homonymes, voir Capesterre.

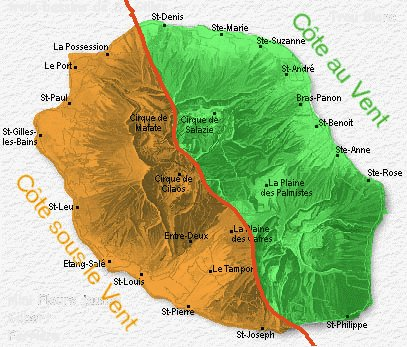
Carte de l'île de La Réunion montrant la Côte-au-vent.

La Côte-au-vent ou Capesterre est le nom donné par les colons français aux côtes orientales des îles des Antilles françaises et de La Réunion. C'est un terme venant du vocabulaire de marine en usage au XVIIe siècle qui désignait une terre exposée aux vents d'est, car ces côtes sont exposées aux vents : les alizés, vents chauds venant de l'équateur.
Cette appellation s'oppose à celle de Côte-sous-le-vent pour les côtes occidentales de ces mêmes îles.
Pour certains archipels, comme aux petites Antilles ou en Polynésie française, on parle d'îles du Vent et d'îles-sous-le-vent, mais il s'agit dans ce cas d'une distinction géographique.

## Toponymie
Le terme de « Capesterre » a donné par évolution le nom des communes de Capesterre-Belle-Eau et Capesterre-de-Marie-Galante, toutes deux situées sur la Capesterre de leurs îles respectives : Basse-Terre et Marie-Galante.